# Olivia Lufkin
Olivia Lufkin (9 de diciembre de 1979), conocida simplemente como Olivia (オリヴィア) es una cantante y compositora nipoestadounidense bilingüe. Nació en la ciudad de Naha, capital de la prefectura japonesa de Okinawa.

## Biografía
Su padre, actualmente profesor, era marine cuando ella era pequeña y eso fue la razón de que cambiara de colegio constantemente. Su familia se mudó a San Diego cuando ella tenía dos años, y vivió allí hasta los seis. Volvieron a Okinawa durante siete años, y luego pasaron otros dos en Carolina del Norte antes de establecerse de nuevo en Okinawa de forma definitiva. 
Pese a los cambios, Olivia sacaba buenas notas y demostraba dotes artísticos. Escuchaba mucha música, y le gustaba ver a su padre tocando la guitarra. Se le daba bien dibujar, y hacia la mitad de sus años de estudiante comenzó a mejorar mucho, gracias a lo cual ganó varios premios. En la escuela, jugó al fútbol, balonmano y baloncesto, y estuvo en coros escolares. Además tomó clases extraescolares de piano, guitarra y canto. 
Durante sus años de instituto comenzó a trabajar en serio en su música, y entró en la prestigiosa escuela de artes escénicas de Okinawa Actors School, fundada en 1983 y en la que se han formado grandes estrellas de la música Pop japonesa como Namie Amuro. La formación en la OAS utiliza métodos destinados a hacer aflorar el potencial de los artistas, lo cual incluye actuaciones en público ante grandes audiencias. Fue en una de estas actuaciones, en 1996, cuando Olivia fue descubierta por el director de Rising Productions(Vision Factory) y le propuso formar parte de un proyecto destinado al éxito: D&D (Dance & Dream).
El grupo, formado por Olivia y otras dos chicas (Aya y Chikano) fue firmado por Avex, lanzando su primer sencillo en agosto de 1996 con un éxito rotundo. Muy pronto Olivia se convirtió en la figura central del conjunto, relegando a las otras dos chicas sólo a la posición de coristas. 
Tras lanzar cinco sencillos y un único álbum, Olivia abandonó el grupo aprovechando una proposición del celebérrimo productor Tetsuya Komuro, que le ofreció ser la voz de la canción "Together Now" que preparaba junto al compositor francés Jean-Michel Jarre para la Copa Mundial de Fútbol de 1998. Solo meses después, en octubre del mismo año, Olivia anunció su separación de D&D de forma oficial. La noticia fue toda una sorpresa dado que estaban en el punto más alto de su carrera; aunque Aya y Chika se negaron a abandonar y publicaron un par de sencillos más con el nombre de Aya&Chika from D&D no tuvieron demasiada repercusión y el grupo desapareció al poco tiempo. 
En febrero de 1999, OLIVIA lanzó el primer sencillo de su carrera en solitario, producido y compuesto por Tetsuya Komuro, este era "I.L.Y. ~Yokubo~" sorprendiendo a los fanes de D&D enormemente: Olivia pasó de un sonido pop/electrónico bailable al Pop rock. Es fácil imaginar que este siempre fue su estilo predilecto, ya que en una entrevista cuando aún estaba en D&D citaba "Smells Like Teen Spirit" de la banda Nirvana como su canción favorita. OLIVIA ya había conseguido abandonar el dance por completo y convertirse en una cantante de verdad, pero eso no era suficiente. Para ya su tercer sencillo, "Dear Angel", publicado en octubre de 1999, era una canción cuya versión en inglés había sido escrita y compuesta por ella. Esto se convirtió en habitual en sus siguientes trabajos. 
En octubre del 2000, poco después del lanzamiento de su sencillo balada "Color of your Spoon", se convirtió por un tiempo en DJ en el programa "H.I.S. World Tracks" de InterFM, una emisora de Tokio, donde ponía una canción suya cada semana. Ese mismo mes, dio su primer concierto en el Muse Hall de Osaka.  Dos meses después publicó su primer álbum de estudio titulado Synchronicity, que entró directamente al puesto 20 de la lista de ventas Oricon. En este punto renunció definitivamente a ser un ídolo de masas a cambio de controlar totalmente su carrera. 
Su siguiente sencillo fue Sea me, para a partir de este momento componer, escribir y producir cada una de sus canciones, con la colaboración de su hermano Jeff Lufkin; debido a esto junto a su negativa de hacer una fuerte promoción (principalmente ir a programas de TV) y a su deseo de controlarlar su música, Avex decide derivarla a su subsello cutting edge, la productora del sello dedicada a la música alternativa que albergaba a artistas como Nanase Aikawa.
Después del lanzamiento de "Into the stars", OLIVIA abandonaría momentáneamente el formato sencillo y se dedica al lanzamiento de cuatro miniálbumes distribuidos únicamente en la tienda Tower Records Japan de Shibuya (Tokio), destacándose estos miniálbumes por su sonido de Rock alternativo, además de sus macabras y locas letras, todas ellas cantadas en inglés. A principios del 2003 fundó junto a su amiga Friedia Niimura(Rin Kozue) una marca de ropa, Black Daisy Ville. Ella y Friedia creaban prendas únicas, como camisetas estampadas a mano, bolsos y muñecas también hechas a mano, aunque eso duraría un tiempo, ya que Friedia se mudaría luego a los Estados Unidos de América.  En febrero de 2004 publica su segundo álbum, "The Lost Lolli". La mayoría de canciones incluidas en él provienen de sus miniálbumes, y aunque no es de venta exclusiva en Tower Records Japan, edita una versión limitada para esta tienda con portada y booklet diferentes. Este álbum apenas alcanzó el puesto #111 en Oricon.
Después de esto, OLIVIA estuvo un largo tiempo alejada de la música (con la excepción del show animado por Hyde llamado "Halloween of the Living Dead" el 30 de octubre del 2005), donde se supo únicamente que ella se ganaba la vida como modelo de revistas de moda y diseñadora, hasta que en marzo de 2006 fue anunciado que cantaría el primer ending del anime de NANA que se estrenó el 5 de abril. Bajo el nombre OLIVIA inspi' REIRA(TRAPNEST) grabó el tema a little pain que luego se convertiría en su primer sencillo que lograba entrar el Top 10 de las listas de sencillos Oricon, siendo un gran éxito. OLIVIA confesaría luego que en este tiempo estuvo reflexionando sobre su carrera y la forma de ver la vida, además de darse cuenta de que ella no podía hacer todo sola.
Tiempo después participó junto a Anna Tsuchiya (quién cantaba el opening de Nana) en el "NANA SPECIAL STREET LIVE" que tuvo lugar en la plaza de Shinjuku (Tokio) el 25 de junio, e hizo una presentación en Shibuya O-West llamada "OLIVIA LIVE 2006 Tears & Rainbows". El 25 de julio daría a conocer una nueva canción para el anime de NANA, "Recorded Butterfly", que sería usado en los conciertos de TRAPNEST. Para más tarde, en el episodio 19 de NANA fue presentado el nuevo ending, cantado también por OLIVIA llamado "Starless Night" y para el episodio 22 de NANA que fue emitido el 13 de septiembre fue estrenado un nuevo opening llamado "Wish", que más tarde fueron incluido en el sencillo Wish / Starless Night.
En octubre del 2006, OLIVIA debutó en Los Ángeles, Estados Unidos en un concierto de 13 canciones dentro de la Pacific Media Expo, donde posteriormente firmó autógrafos y se tomó fotos con sus fanes. Luego, en enero de 2007 que fue titulado The Cloudy Dreamer, el cual incluyó nuevos temas aparte de la versión en inglés de su éxito "Wish".
Además para finalizar la serie se hizo un álbum de OLIVIA inspi' REIRA (TRAPNEST) con temas de los sencillos anteriores y algunas canciones nuevas, y posteriormente el álbum NANA BEST donde ella y Anna Tsuchiya cantan, dando punto final en un concierto conjunto con Anna Tsuchiya el 30 de marzo en Shibuya-AX. Luego ella hizo un concierto en París, Francia el 6 de julio de 2007.
Desde 2011 ha mantenido una pausa en su carrera como artista.

## Vida personal
Registró su matrimonio en 2012, con un hombre canadiense llamado Owen Vallis. El 14 de octubre de 2013, confirmó desde su blog que estaba esperando un bebé. El 13 de enero de 2014, dio a luz a su primer hijo, un niño al que llamó Atlas.

## Discografía

### Álbumes
1. Synchronicity (2000)
2. The Lost Lolli (2004)
3. OLIVIA inspi' REIRA (TRAPNEST) (2007)  Lanzado bajo el nombre OLIVIA inspi' REIRA (TRAPNEST)
4. Greatest Hits (2010) Incluye dos temas inéditos: «Sunlight» y «Be your friend».

#### Miniálbumes
1. Internal Bleeding Strawberry (21 de febrero de 2003)
2. Merry & Hell Go Round (27 de junio de 2003)
3. Comatose Bunny Butcher (12 de septiembre de 2003)
4. The Return of the Chlorophyll Bunny (3 de diciembre de 2003)
5. The Cloudy Dreamer (17 de enero de 2007)
6. Trinka Trinka (17 de septiembre de 2008)
7. Sailing free (2009)

### Sencillos
1. I.L.Y.~Yokubou~ (I.L.Y.～欲望～?) (3 de febrero de 1999)
2. re-ACT (12 de mayo de 1999)
3. Dear Angel (6 de octubre de 1999)
4. Dress me Up (19 de abril de 2000)
5. Dekinai (できない?) (26 de julio de 2000)
6. Color of your Spoon (4 de octubre de 2000)
7. Sea me (5 de diciembre de 2001)
8. Into The Stars (4 de septiembre de 2002)
9. a little pain (28 de junio de 2006) Lanzado bajo el nombre OLIVIA inspi' REIRA (TRAPNEST)
10. Wish / Starless Night (11 de octubre de 2006) Lanzado bajo el nombre OLIVIA inspi' REIRA (TRAPNEST)
11. Rain (17 de septiembre de 2008)
12. Sailing Free (15 de abril de 2009)

### Descarga Digital
- If you only knew (World's End Girlfriend remix) - 2007-07-08

### Vinilos
- Dear Angel (17 de diciembre de 1999)
- Dekinai (できない?) (¿?, 2000)

### DVD
- VIDEO CLIPS (13 de marzo de 2002)

### Compìlaciones
- Tuesday Song (únicamente "Dear Angel") (22 de enero de 2003)
- OPTION presents STREAM Z J-LOUD EDITION (únicamente "SpidERSpins (Lost Lolli Mix)") (27 de octubre de 2004)
- NANA BEST - OLIVIA inspi' REIRA (TRAPNEST) + ANNA TSUCHIYA inspi' NANA（BLACK STONES）- (21 de marzo de 2007)
- FLOWER FESTIVAL, de VISION FACTORY ( con el tema "Bleeding Heart")(2008)

### Otros
- TOGETHER NOW - Jean Michel Jarre & Tetsuya Komuro feat OLIVIA - (22 de abril de 1998)
- Music Of The World Cup: Allez! Ola! Ole! (únicamente canción "Together Now") (9 de junio de 1998)
- TK 1998 LATEST WORKS (Tetsuya Komuro) - 1998-11-98